# Гавриил III
Патриарх Гавриил III (греч. Πατριάρχης Γαβριήλ Γ; XVII век, Измир, Анатолия — 25 октября 1707, Константинополь) — епископ Константинопольской православной церкви, Патриарх Константинопольский (1702—1707).

## Биография
Родился в городе Смирне (ныне Измир), родители его прибыли с острова Андрос.
В 1688 году он стал митрополитом Халкидонским.
29 августа 1702 года был избран Патриархом Константинопольским. Его правление не было ознаменовано особыми неприятностями и было спокойно.
В 1704 году Патриарх Гавриил осудил издание перевода Нового Завета на новогреческий язык, выполненный Серафимом Митилинским, редакцию которого осуществило в Лондоне в 1703 году английское Общество по распространению Евангелия в за рубежом.
5 марта 1705 года издал указ, запрещающий греческим студентам обучаться в Лондоне из-за недолжного поведения.
В 1706 году он опубликовал письмо, осуждающие латинские доктрины.
В 1706 году основал в своей родной Смирне школу, где преподавал учёный Адамантиос Рисиос.
Он также вмешался в дела автономной Церкви Кипра, свергнув архиепископа Кипрского Германа II после жалоб местного населения. Мелькитский митрополит Алеппский Афанасий Даббас был избран в Стамбуле в качестве проэдра архиепископа Кипрского в конце 1705 года.
В феврале 1707 года после возвращения Афанасия в Константинополь, Гавриил осудил как неканонические посвящение нового архиепископа Кипрского Иакова II, который, тем не менее правил до 1718 года.
Скончался 25 октября 1707 года в Константинополе и был похоронен в монастыре Камариотисса на острове Халки.